# Quiche lorraine

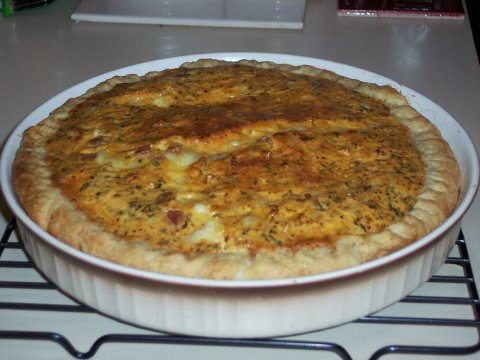
Quiche lorraine

Quiche lorraine är en paj med en fyllning av äggstanning och tärnat sidfläsk eller skinka. Pajen består av ett skal av deg (väsentligen smör och vetemjöl) som trycks ut i en pajform och förgräddas kort. Därefter hälls en fyllning av framför allt äggstanning samt hackade bitar av sidfläsk i formen, och hela pajen gräddas ytterligare en stund. 
I Sverige gör man ofta denna paj med ost och skinka, men det bör noteras att en fransk quiche lorraine inte innehåller dessa ingredienser. I USA görs den med ost, bacon och ibland också lök.
Namnet är bildat av franskans quiche (matpaj) och den franska regionen Lorraine. Ordet quiche kommer av tyskans Kuche ('kaka'), och pajen har, liksom landskapet, ett tyskt förflutet.